# Zinnia purpusii
Zinnia purpusii là một loài thực vật có hoa trong họ Cúc. Loài này được Townshend Stith Brandegee miêu tả khoa học đầu tiên năm 1924.

## Phân bố
Loài này là bản địa miền nam Mexico.